# Operatore hamiltoniano
Un operatore hamiltoniano, nella meccanica quantistica, è  un operatore matematico che applicato alla funzione di stato del sistema dà come risultato l'hamiltoniana del sistema (cioè un semplice valore scalare). In quanto generatore dell'evoluzione temporale gioca un ruolo centrale nello sviluppo della meccanica e nel suo utilizzo.

## Definizione newtoniana
In un sistema newtoniano, come per i valori associati anche per l'operatore hamiltoniano {\displaystyle {\hat {H}}} risulta la somma dell'operatore energia cinetica {\displaystyle {\hat {T}}} e dell'operatore energia potenziale {\displaystyle {\hat {V}}=V(\mathbf {r} ,t)}:
{\displaystyle {\hat {H}}={\hat {T}}+{\hat {V}}}
dove nel caso di una particella di massa m:
{\displaystyle {\hat {T}}={\frac {\mathbf {\hat {p}} \cdot \mathbf {\hat {p}} }{2m}}={\frac {{\hat {p}}^{2}}{2m}}=-{\frac {\hbar ^{2}}{2m}}\nabla ^{2}}
con {\displaystyle {\hat {p}}} l'operatore impulso associato all'equazione di stato. Nel caso dell'equazione di Schroedinger:
{\displaystyle {\hat {p}}=-i\hbar \nabla }
L'operatore nabla quadro {\displaystyle \nabla ^{2}} è il laplaciano.
L'hamiltoniana di Schrödinger quindi è:
{\displaystyle {\begin{aligned}{\hat {H}}&={\frac {\mathbf {\hat {p}} \cdot \mathbf {\hat {p}} }{2m}}+V(\mathbf {r} ,t)=-{\frac {\hbar ^{2}}{2m}}\nabla ^{2}+V(\mathbf {r} ,t)\end{aligned}}}
Come ogni operatore associato ad un'osservabile (in questo caso all'energia), l'Hamiltoniano è un operatore lineare autoaggiunto. I suoi autostati sono gli stati stazionari del sistema considerato e i suoi autovalori sono i livelli energetici corrispondenti.
Dal punto di vista dell'algebra lineare possiamo considerare l'Hamiltoniano come una matrice hermitiana generalmente di dimensione infinita.

### Sistemi di più particelle
Il formalismo può essere esteso ad un sistema di {\displaystyle N} particelle:
{\displaystyle {\hat {H}}=\sum _{n=1}^{N}{\hat {T}}_{n}+V}
dove:
{\displaystyle V=V(\mathbf {r} _{1},\mathbf {r} _{2}\cdots \mathbf {r} _{N},t)}
è l'energia potenziale, mentre:
{\displaystyle {\hat {T}}_{n}={\frac {\mathbf {p} _{n}\cdot \mathbf {p} _{n}}{2m_{n}}}}
è l'energia cinetica dell'n-esima particella, per la quale il laplaciano ha la forma:
{\displaystyle \nabla _{n}^{2}={\frac {\partial ^{2}}{\partial x_{n}^{2}}}+{\frac {\partial ^{2}}{\partial y_{n}^{2}}}+{\frac {\partial ^{2}}{\partial z_{n}^{2}}}}
Si ottiene in questo modo la forma dell'equazione di Schrödinger per un sistema di {\displaystyle N} particelle:
{\displaystyle {\begin{aligned}{\hat {H}}&=\sum _{n=1}^{N}{\hat {T}}_{n}+V\\&=\sum _{n=1}^{N}{\frac {\mathbf {\hat {p}} _{n}\cdot \mathbf {\hat {p}} _{n}}{2m_{n}}}+V(\mathbf {r} _{1},\mathbf {r} _{2}\cdots \mathbf {r} _{N},t)\\&=-{\frac {\hbar ^{2}}{2}}\sum _{n=1}^{N}{\frac {1}{m_{n}}}\nabla _{n}^{2}+V(\mathbf {r} _{1},\mathbf {r} _{2}\cdots \mathbf {r} _{N},t)\end{aligned}}}
Nei problemi a più corpi il moto di una particella dipende in generale dalla configurazione complessiva del sistema. Infatti, il potenziale caratteristico del sistema dipende dalla configurazione dei corpi, e pertanto anche l'energia cinetica dipende da tale configurazione in modo da conservare l'energia totale. Questo può generare la presenza di gradienti "misti" del tipo:
{\displaystyle -{\frac {\hbar ^{2}}{2M}}\nabla _{i}\cdot \nabla _{j}}
dove {\displaystyle M} è la massa dell'insieme di particelle. Tali espressioni sono dette termini di polarizzazione di massa.
Se le {\displaystyle N} particelle che compongono il sistema non sono reciprocamente interagenti l'energia potenziale del sistema può essere scritta come la somma delle energie possedute dai singoli componenti:
{\displaystyle V=\sum _{i=1}^{N}V(\mathbf {r} _{i},t)=V(\mathbf {r} _{1},t)+V(\mathbf {r} _{2},t)+\cdots +V(\mathbf {r} _{N},t)}
e la forma generale dell'hamiltoniano è:
{\displaystyle {\begin{aligned}{\hat {H}}&=-{\frac {\hbar ^{2}}{2}}\sum _{i=1}^{N}{\frac {1}{m_{i}}}\nabla _{i}^{2}+\sum _{i=1}^{N}V_{i}\\&=\sum _{i=1}^{N}\left(-{\frac {\hbar ^{2}}{2m_{i}}}\nabla _{i}^{2}+V_{i}\right)\\&=\sum _{i=1}^{N}{\hat {H}}_{i}\\\end{aligned}}}
dove la somma è presa su tutte le particelle.

## Equazione di Schrödinger

### Caso stazionario
L'equazione di Schrödinger omogenea:
{\displaystyle H\left|\psi \right\rangle =E\left|\psi \right\rangle }
espressa nel formalismo di Dirac va interpretata come un'equazione agli autovalori. {\displaystyle H} è una matrice di cui si vogliono trovare autovettori e autovalori. In rappresentazione delle coordinate prende la forma:
{\displaystyle H\psi (x)=E\psi (x)}
e genera un'equazione differenziale le cui soluzioni corrispondono agli autostati di {\displaystyle H}.
Ad esempio, per la particella libera in cui compare unicamente l'energia cinetica:
{\displaystyle -\hbar ^{2}{\frac {\nabla ^{2}}{2m}}\psi (x)=E\psi (x)}
Le cui soluzioni sono le onde piane di impulso {\displaystyle \hbar k}, date da:
{\displaystyle \psi _{k}(x)=e^{i{\vec {k}}{\vec {x}}}\qquad E_{k}={\frac {\hbar ^{2}k^{2}}{2m}}}

### Equazione di Schrödinger dipendente dal tempo
L'equazione di Schrödinger dipendente dal tempo ha la forma:
{\displaystyle i\hbar {\frac {\partial }{\partial t}}\Psi (\mathbf {x} ,\,t)={\hat {H}}(t)\Psi (\mathbf {x} ,\,t)}
L'evoluzione temporale, essendo una trasformazione canonica, è rappresentata da un operatore unitario {\displaystyle U}. {\displaystyle H} ne è il generatore, quindi:
{\displaystyle i\hbar {\frac {\partial U}{\partial t}}=HU}
Applicando questa relazione ad un generico stato si deduce la rappresentazione di {\displaystyle H}:
{\displaystyle H\to i\hbar {\frac {\partial }{\partial t}}}

## Evoluzione temporale
La legge di evoluzione temporale è la seguente:
{\displaystyle i\hbar {\frac {\partial U}{\partial t}}=HU}
Nel caso di un'Hamiltoniano indipendente dal tempo si può scrivere facilmente anche l'operatore di evoluzione temporale tra il tempo {\displaystyle t_{0}} e il tempo {\displaystyle t}:
{\displaystyle U(t,t_{0})=e^{-{\frac {i}{\hbar }}H(t-t_{0})}}
Perciò gli stati, in rappresentazione di Schrödinger, evolvono secondo la legge:
{\displaystyle \left|\psi (x,t)\right\rangle =U(t,t_{0})\left|\psi (x,t_{0})\right\rangle =e^{-{\frac {i}{\hbar }}H(t-t_{0})}\psi (x,t_{0})}
Gli stati stazionari quindi sono tutti e soli gli autostati dell'Hamiltoniano.
Equivalentemente, si può scrivere l'evoluzione temporale in rappresentazione di Heisenberg:
{\displaystyle {\frac {d}{dt}}A(t)={\frac {d}{dt}}U^{-1}(t)AU(t)={\frac {i}{\hbar }}U^{-1}(t)[H,A]U(t)}
dove le parentesi quadre indicano il commutatore tra {\displaystyle H} e {\displaystyle A}. Questo dice in particolare che le costanti del moto sono le osservabili che commutano con l'Hamiltoniano.

## Costanti del moto e simmetrie
Quando un'osservabile {\displaystyle A} commuta con l'Hamiltoniano ne ricaviamo una doppia interpretazione. {\displaystyle A} è una costante del moto perché invariante rispetto alla trasformazione generata da {\displaystyle H} (l'evoluzione temporale). Allo stesso tempo però {\displaystyle H} è invariante rispetto alla trasformazione generata da {\displaystyle A}. Questa informazione può essere molto utile per semplificare la soluzione dei problemi.
Ad esempio, nel caso dell'atomo di idrogeno, la quantità di moto totale è una costante del moto. Questo significa anche che l'Hamiltoniano è invariante per traslazioni, in accordo col fatto che stiamo considerando un sistema isolato. Quindi è possibile, tramite un cambio di variabili canonico, dividere {\displaystyle H} nella sua parte legata al moto del centro di massa e in quella relativa. Poiché le due parti commutano possiamo studiarle separatamente con notevole risparmio di calcolo.
Anche il momento angolare {\displaystyle L} commuta con {\displaystyle H}, e poiché si tratta del generatore delle rotazioni, passando in coordinate sferiche possiamo studiare separatamente la parte radiale da quella angolare.

## Separabilità dell'operatore hamiltoniano
Se occorre descrivere un sistema composto da più sotto-sistemi, generalmente non è possibile considerare i sotto-sistemi come indipendenti l'uno dall'altro: l'energia cinetica totale è la somma delle singole energie cinetiche, ma nell'energia potenziale rientrano termini di mutua interazione.
Se {\displaystyle {\hat {H}}} fosse separabile, allora l'operatore hamiltoniano totale sarebbe la somma aritmetica degli operatori hamiltoniani di ciascun sottosistema. Di conseguenza la funzione d'onda totale del sistema sarebbe la produttoria di tutte le funzioni d'onda, e l'energia totale la sommatoria delle energie. In prima approssimazione è possibile considerare un hamiltoniano composto da parti indipendenti e perciò separabili, ma questo nella realtà non avviene, poiché nella stragrande maggioranza dei casi i termini di interazione hanno una fondamentale importanza. D'altra parte è possibile condurre una trattazione approssimata, detta teoria perturbativa.
L'obiettivo è quello di arrivare a:
{\displaystyle {\hat {H}}=\sum _{i}^{n}{\hat {h}}_{i}}
ovvero ad una somma di termini completamente indipendenti.
Nello specifico, in un sistema composto da nuclei e da elettroni che orbitano intorno ad essi, la massa dei nuclei è molto maggiore rispetto alla massa degli elettroni e, per questo motivo, a parità di quantità di moto, i nuclei hanno una velocità pressoché nulla rispetto agli elettroni e si possono considerare fermi.
Stabilendo convenzionalmente che la massa dell'elettrone, il momento angolare e la carica elettrone abbiano valore pari ad 1, sulla base di questa ipotesi solo gli elettroni hanno un proprio moto. A questo punto si calcola {\displaystyle {\hat {H}}}:
{\displaystyle {\hat {H}}={\hat {E}}_{cN}+{\hat {E}}_{cE}+{\hat {E}}_{p(N-N)}+{\hat {E}}_{p(N-E)}+{\hat {E}}_{p(E-E)}}
Innanzitutto è possibile tralasciare l'energia cinetica dei nuclei e l'energia potenziale tra coppie di nuclei.
Per il resto abbiamo:
{\displaystyle {\hat {E}}_{cE}=\sum _{i}^{n}-{{\nabla _{i}^{2}} \over {2}}}
{\displaystyle {\hat {E}}_{p(N-E)}=\sum _{i,A}^{n}{{q_{A}} \over {r_{Ai}}}}
{\displaystyle {\hat {E}}_{p(E-E)}=\sum _{i<j}^{n}{{1} \over {r_{ij}}}}
Alla fine si ottiene:
{\displaystyle {\hat {H}}=\sum _{i}\left(-{{\nabla _{i}^{2}} \over {2}}-\sum _{A}{{q_{A}} \over {r_{Ai}}}\right)+\sum _{i<j}^{n}{{1} \over {r_{ij}}}}
L'operatore hamiltoniano (l'energia) è il generatore dell'evoluzione temporale, nel senso che se {\displaystyle F} è una funzione delle posizioni e dei momenti, una traslazione infinitesima nel tempo {\displaystyle \partial t} genera una proporzionale traslazione infinitesima {\displaystyle \partial F} della funzione, secondo:
{\displaystyle \partial F=[H,F]\cdot \partial t}
ove le parentesi sono di Poisson nel caso della meccanica hamiltoniana e sono commutatori (fratto {\displaystyle i\hbar }) in meccanica quantistica.
Equivalentemente, l'evoluzione infinitesima indietro nel tempo ha come generatore meno-l'hamiltoniana - il che non equivale a invertire le equazioni del moto. Quindi abbiamo inversione del tempo come inversione dello spettro dell'energia. Se definiamo {\displaystyle t'=-t} il tempo crescente, la dinamica nella sua direzione è generata da {\displaystyle -H}:
{\displaystyle \partial F=[-H,F]\partial (-t)}.